# توجيه كائني
الكائن الموجه (بالإنجليزية: Object-oriented)‏ أو التوجيه الكائني (بالإنجليزية: object-orientation)‏ هو مفهوم في هندسة البرمجيات، حيث يتم تمثيل المفاهيم على أنها «كائنات». يتضمن التوجيه الكائني الموضوعات التالية:
- التحليل والتصميم كائني التوجيه (بالإنجليزية: Object-oriented analysis and design)‏
- التصميم كائني التوجه (بالإنجليزية: Object-oriented design)‏
- قاعدة بيانات كائنية التوجه (بالإنجليزية: Object-oriented database)‏
- النمذجة الكائنية التوجيه (بالإنجليزية: Object-oriented modeling)‏
- نظام تشغيل كائني التوجيه (بالإنجليزية: Object-oriented operating system)‏
- برمجة كائنية التوجه (بالإنجليزية: Object-oriented programming)‏
- هندسة البرمجيات كائنية التوجيه (بالإنجليزية: Object-oriented software engineering)‏
- واجهة المستخدم الموجهة للكائنات (بالإنجليزية: Object-oriented user interface)‏